# أليان أرويو
أليان أرويو (بالإسبانية: Alain Arroyo)‏ (5 يوليو 1982 ببلباو في إسبانيا - ) هو لاعب كرة قدم إسباني في مركز الهجوم. لعب مع أريناس غوتكسو وريال أوفييدو ونادي باراكالدو ونادي سيستاو ريفر ونادي غوادالاخارا ونادي ميرانديس وSD Lemona ‏ وديبورتيفو ألافيس ب وبورتغاليتي ‏.

## روابط خارجية
- أليان أرويو على موقع قاعدة بيانات كرة القدم.إي يو (الإنجليزية)
- أليان أرويو على موقع Soccerway.com (الإنجليزية)